# 娃涅萨·卡拉济恩斯卡娅
娃涅萨·瓦列里耶夫娜·卡拉济恩斯卡娅（1992年12月27日—）是一名白俄罗斯自由式摔跤运动员。两届世界冠军，两届欧洲冠军，参加2012年伦敦夏季奥运会，东京奥运会铜牌得主。